# T. J. Williams
Pour les articles homonymes, voir Williams.
T. J. Williams, né le 26 octobre 1994, à Pflugerville, au Texas, est un joueur américain de basket-ball. Il évolue au poste de meneur.

## Palmarès

### En club
- Championnat de Belgique :
  - Vainqueur : 2019.
- Supercoupe de Belgique :
  - Vainqueur : 2018.

### Distinctions individuelles
- Joueur de l'année de la Colonial Athletic Association 2017